# (5863) Tara
(5863) Tara (1983 RB) – planetoida z grupy Amora okrążająca Słońce w ciągu 3,31 lat w średniej odległości 2,22 j.a. Odkryta 7 września 1983 roku.